# Homer Tribune
El Homer Tribune es un diario semanal publicado todos los miércoles en Homer, Alaska, independientemente operado desde 1991.